# Ernst August Philipp von Borcke

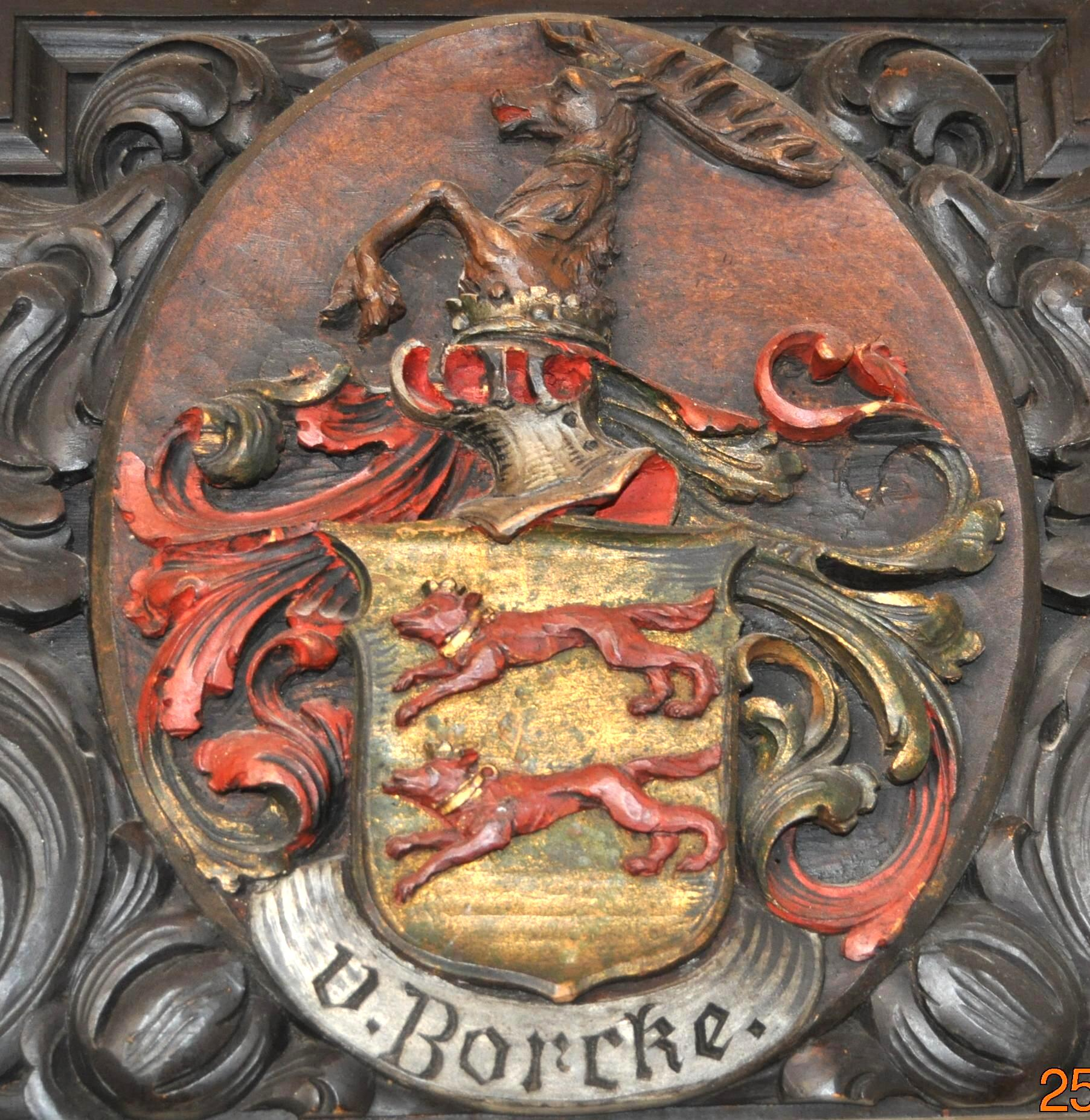
Herb rodowy

Ernst August Philipp von Borcke, także von Borck (ur. 20 sierpnia 1766 w Kankelfitz, zm. 20 listopada 1850 tamże) —  pruski starosta, który był w latach 1797–1817 ostatnim starostą powiatu Borcków (Borckescher Kreis), a następnie w latach 1818–1831 był pierwszym starostą (Landrat) nowo powstałego powiatu Regenwalde z siedzibą w Resku, a następnie w Łobzie.

## Rodzina
Ernst pochodził z szlacheckiej, pomorskiej rodziny von Borcke. Jego ojciec Wilhelm Friedrich Leopold von Borcke (1737–1787) był spadkobiercą Kankelfitz i Lessenthin i aż do śmierci był starostą powiatu Borcków. Jego matką była, Friederike Gottliebe Tugendreich, która pochodziła z rodu von Winterfeld. Ernst August Philipp von Borcke był żonaty. W 1792 poślubił córkę kupca i radnego szczecińskiego o imieniu Sanne. W swoim drugim małżeństwie poślubił Auguste Henriette z domu von Kleist.

## Kariera
- Naukę pobierał od prywatnych nauczycieli
- W 1780 roku wstąpił do armii pruskiej
- Przydzielony został do pułku piechoty nr 7
- W 1792 rezygnuje z dalszej kariery wojskowej
- Wraca do majątku ziemskiego odziedziczonego po ojcu
- W 1792 został deputowanym powiatowym w powiecie Borcków
- W tym czasie starostą był Carl Wilhelm von Borcke do swojej śmierci 1797
- W 1797 Ernst August Philipp von Borcke został wybrany nowym starostą
- Powiat Borcków był jednym z tak zwanych kręgów rodzinnych na Pomorzu Zachodnim i istniał do 1818
- W 1818 rozwiązano powiat rodu Borcków
- Utworzono powiat Regenwalde z siedzibą w Resku, następnie siedzibę powiatu przeniesiono do Łobza
- 1 stycznia 1818 Borcke pozostał na stanowisku i był pierwszym starostą nowo utworzonego powiatu Regenwalde
- w latach 1818-1831 był starostą.
- Zmarł w 1850.